# Metapanamomops kaestneri
Metapanamomops kaestneri är en spindelart som först beskrevs av Hermann Wiehle 1961.  Metapanamomops kaestneri ingår i släktet Metapanamomops och familjen täckvävarspindlar. Enligt den finländska rödlistan är arten nära hotad i Finland. Artens livsmiljö är klippor och flyttblock. Inga underarter finns listade i Catalogue of Life.